# Джек Родвелл
Джек Родвелл (англ. Jack Rodwell, нар. 11 березня 1991, Саутпорт) — англійський футболіст, захисник, півзахисник клубу «Вестерн Сідней Вондерерз».
Насамперед відомий виступами за клуби «Евертон» та «Сандерленд», а також національну збірну Англії.

## Клубна кар'єра
Народився 11 березня 1991 року в місті Саутпорт. Вихованець футбольної школи клубу «Евертон». Дорослу футбольну кар'єру розпочав 2007 року в основній команді того ж клубу, кольори якої захищав до 2012 року.
Влітку 2012 уклав контракт з «Манчестер Сіті».

## Виступи за збірні
2006 року дебютував у складі юнацької збірної Англії, взяв участь у 17 іграх на юнацькому рівні, відзначившись 1 забитим голом.
З 2009 року залучається до складу молодіжної збірної Англії. На молодіжному рівні зіграв у 21 офіційному матчі, забив 2 голи.
2011 року дебютував в офіційних матчах у складі національної збірної Англії. Наразі провів у формі головної команди країни 3 матчі.

## Титули і досягнення
- Чемпіон Англії (1):

«Манчестер Сіті»: 2013-14
- Володар Кубка ліги (1):

«Манчестер Сіті»: 2013-14
- Володар Суперкубка Англії з футболу (1):

«Манчестер Сіті»: 2012